# Sense tares
Sense tares (títol original: Flawless) és una pel·lícula estatunidenca escrita i dirigida per Joel Schumacher, estrenada el 1999. Ha estat doblada al català.

## Argument
Walt Koontz, un antic militar fortament conservador, té problemes amb el seu veí que és travesti.

## Repartiment
- Robert De Niro :Walt Koontz
- Philip Seymour Hoffman: Rusty
- Barry Miller: Leonard Wilcox
- Chris Bauer: Jacko
- Skipp Sudduth: Tommy
- Wilson Jermaine Heredia: Cha-Cha
- Nashom Benjamin: Amazing Grace
- Scott Allen Cooper: Ivana
- Rory Cochrane: Pogo
- Daphne Rubin-Vega: Tia
- Vincent Laresca: Raymond Camacho
- Karina Arroyave: Amber
- Mark Margolis: Vinnie
- John Enos III: Sonny

## Al voltant de la pel·lícula
- Dos actors de la sèrie New York 911, Skipp Sudduth (Sully) i Chris Bauer (Fred), tenen un paper en aquest film. Destacar que Skipp Sudduth ja havia actuat amb Robert De Niro l'any precedent a Ronin.
- Premis 1999: Sindicat d'Actors (SAG): Nominada a Millor actor (Philip Seymour Hoffman)
- Crítica
  -  "Una comèdia virolada i carregada de missatges, tan horrible que pot ser que posi final a la hipòcrita debilitat de Hollywood pels homes transvestits com a símbols de les seves -suposadament liberals- actituds sexuals"[3]
  -  "És artificial i en general esquemàtica, però De Niro i Hoffman són tan bons actors que mai gira cap al sentimental (...) No és una gran pel·lícula, i la seva idea principal comença a estar antiquada. Però té bon cor."[4]